# Matris
För andra betydelser, se Matris (olika betydelser).

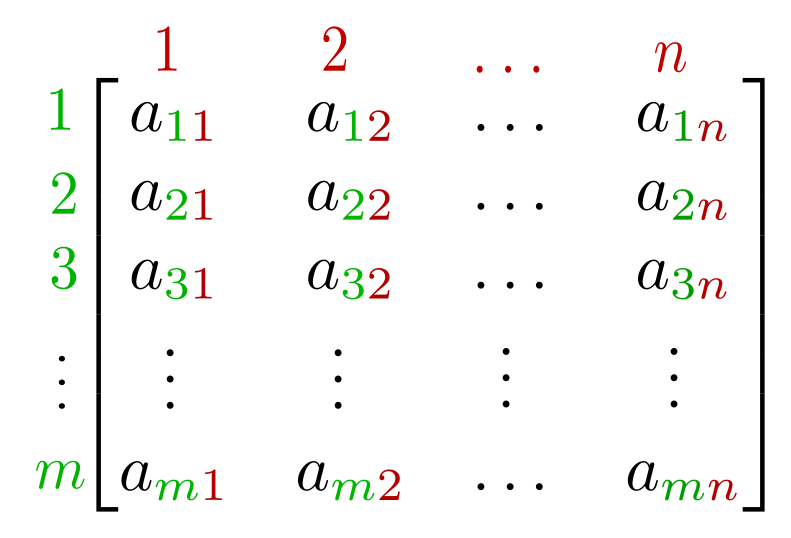
En m × n matris: ett indexschema för en matris med m rader och n kolumner

Inom matematiken är en matris ett rektangulärt schema av tal eller andra storheter. På en matris kan tre av de fyra grundläggande räknesätten utföras: addition, subtraktion och multiplikation, dock inte division. Därutöver finns vissa räkneoperationer som är specifika för matriser, till exempel transponering.
Matriser kan användas för att hålla data som beror på två kategorier och för att hålla ordning på koefficienterna i linjära ekvationssystem och vid linjära transformationer.

## Definitioner och beteckningar
De horisontella raderna brukar benämnas rader, medan de vertikala kallas kolumner eller kolonner. En matris med m rader och n kolumner kallas en m×n-matris (m gånger n-matris)  och m och n kallas dess dimensioner.
Elementet (ett enskilt värde eller uttryck i matrisen) i en matris A (godtyckliga matriser betecknas normalt A, B och C) i den i:te raden och j:te kolumnen brukar betecknas med ai,j inom matematiken, inom programmering skrivs samma uttryck istället A[i,j]. Det är vanligt att matriser avgränsas antingen med stora rundade parenteser eller med stora hakparenteser. (Avgränsning med enbart raka streck utan hakar brukar inte användas, för att undvika sammanblandning med determinanter.)

### Exempel
Matrisen
{\displaystyle A={\begin{pmatrix}1&2&3\\-1&0&7\\5&-9&2\\6&1&5\end{pmatrix}}={\begin{bmatrix}1&2&3\\-1&0&7\\5&-9&2\\6&1&5\end{bmatrix}}}
är en 4×3-matris. Elementet a2,3 (matematiskt) eller A[2,3] (programmering) är 7.

## Addition, subtraktion och multiplikation

### Addition
Addition av två matriser förutsätter att matriserna har samma dimensioner.
Om A och B är två m×n-matriser, så definieras C=A+B genom  
{\displaystyle \ c_{i,j}=a_{i,j}+b_{i,j}}
Exempel:
{\displaystyle {\begin{bmatrix}1&3&2\\1&0&0\\1&2&2\end{bmatrix}}+{\begin{bmatrix}0&0&5\\7&5&0\\-2&1&1\end{bmatrix}}={\begin{bmatrix}1+0&3+0&2+5\\1+7&0+5&0+0\\1+(-2)&2+1&2+1\end{bmatrix}}={\begin{bmatrix}1&3&7\\8&5&0\\-1&3&3\end{bmatrix}}}

### Subtraktion
Helt analogt med additionen gäller att om A och B är två m×n-matriser, så definieras C=A − B genom 
{\displaystyle \ c_{i,j}=a_{i,j}-b_{i,j}}

### Multiplikation med skalär
Om en matris A och en skalär k är givna, definieras multiplikationen så att om 
{\displaystyle \ B=kA}
gäller 
{\displaystyle \ b_{i,j}=ka_{i,j}}
Exempel:
{\displaystyle 2{\begin{bmatrix}1&8&-3\\4&-2&5\end{bmatrix}}={\begin{bmatrix}2\cdot 1&2\cdot 8&2\cdot -3\\2\cdot 4&2\cdot -2&2\cdot 5\end{bmatrix}}={\begin{bmatrix}2&16&-6\\8&-4&10\end{bmatrix}}}

### Matrismultiplikation
Produkten AB av två matriser A och B är endast definierad om antalet kolumner i A är lika med antalet rader i B. Om A är en m×n-matris (m rader, n kolumner) och B en p×q-matris, är produkten AB endast definierad om n = p och produkten BA är endast definierad om q = m. 
Om C = AB gäller
{\displaystyle c_{i,j}=a_{i,1}b_{1,j}+a_{i,2}b_{2,j}+\cdots +a_{i,n}b_{n,j}=\sum _{r=1}^{n}a_{i,r}b_{r,j}}

Noterbart är att AB är en m×q-matris.
Exempel:
{\displaystyle {\begin{bmatrix}1&0&2\\-1&3&1\\\end{bmatrix}}\times {\begin{bmatrix}3&1\\2&1\\1&0\end{bmatrix}}={\begin{bmatrix}(1\cdot 3+0\cdot 2+2\cdot 1)&(1\cdot 1+0\cdot 1+2\cdot 0)\\(-1\cdot 3+3\cdot 2+1\cdot 1)&(-1\cdot 1+3\cdot 1+1\cdot 0)\\\end{bmatrix}}={\begin{bmatrix}5&1\\4&2\\\end{bmatrix}}}
Matrismultiplikation har egenskaperna
- (AB)C = A(BC) för alla k×m-matriser A, m×n-matriser B och n×p-matriser C (associativitet).
- (A + B)C = AC + BC för alla m×n matriser A och B samt n×k-matriser C (distributivitet).
- C(A + B) = CA + CB för alla m×n-matriser A och B samt k×m-matriser C (distributivitet).

Kommutativitet gäller inte i det allmänna fallet. Om A är en m×n-matris och B en n×m-matris så är uppenbarligen inte AB = BA eftersom AB har dimensionen m×m och BA är av dimension n×n. Även om både A och B är av dimension m×m gäller AB = BA endast i speciella fall.
Två matriser A och B säges vara antikommutativa om AB = −BA. Sådana matriser är viktiga i representationer av Liealgebror och Cliffordalgebror.

## Transponat
Transponering är en operation som bildar en matris genom att rader och kolonner för en given matris byter plats. En m×n-matris A har således en n×m-matris som sitt transponat. Transponatet till en matris betecknas 
{\displaystyle \ A^{T}}
där
{\displaystyle \ A^{T}[i,j]=A[j,i]}
Exempel:
{\displaystyle {\begin{pmatrix}1&0&2\\-1&3&1\\\end{pmatrix}}^{T}={\begin{pmatrix}1&-1\\0&3\\2&1\\\end{pmatrix}}}
Det gäller även att 
{\displaystyle \ (AB)^{T}=B^{T}A^{T}}

## Kvadratiska matriser och relaterade dimensioner
- För en kvadratisk matris är antalet rader och antalet kolumner lika. Den betecknas n×n-matris.
- Enhetsmatriser, vilka betecknas I, eller In om dimensionen specificeras, är matriser där diagonalens element är 1 och övriga element 0. Med andra ord gäller att I[i, j] = 1 om i = j och 0 om i ≠ j.
- En kvadratisk matris A kallas inverterbar om det finns en matris B sådan att AB = BA = I. B kallas A:s invers och betecknas A−1. Även för vissa icke-kvadratiska matriser, A, kan man finna matriser B och C sådana att BA = I samt AC = I. Det gäller då i allmänhet att B ≠ C. B kallas då vänsterinvers och C högerinvers.
- Om λ är ett tal och v en vektor sådana att Av = λv kallas v egenvektor och λ egenvärde till A. Varje kvadratisk matris har exakt n komplexa egenvärden.
- Determinanten för en diagonaliserbar matris är produkten av dess n egenvärden. Inverterbara matriser är precis de som bara har nollskilda egenvärden.
- Gauss–Jordan-elimination är en algoritm som kan användas för att beräkna en matris determinant, rang och egenvärden samt för att lösa linjära ekvationssystem.
- En kvadratisk matris spår är summan av dess diagonalelement, vilken även är summan av dess egenvärden.
- Alla ortogonala matriser är kvadratiska.
- Genom att utnyttja formella Taylorserier kan ytterligare operationer göras på kvadratiska matriser. På så vis kan till exempel {\displaystyle e^{M}} definieras, givet vissa villkor på elementen i matrisen för att garantera konvergens.
- Kvadratiska matriser av given storlek bildar en ring med enhet under matrisaddition och matrismultiplikation. Alla inverterbara matriser är enheter i ringen och alla icke-inverterbara matriser är nolldelare. Det senare kan inses genom att välja en matris vars kolonner består av icke-noll vektorer X sådana att AX = 0. Sådana vektorer finns per definition då A ej är inverterbar.

## Invers
En n×n-matris A är inverterbar om det existerar en n×n matris B sådan att
{\displaystyle AB=BA=I_{n}\ }
Om detta är fallet är matrisen B entydigt bestämd av A och kallas inversen till A och betecknas A-1. 
En kvadratisk matris som ej är inverterbar kallas singulär. En matris är singulär om och endast om dess determinant är lika med 0.

### Egenskaper hos inverterbara matriser
Inversen av en inverterbar matris A är också inverterbar med inversen 
{\displaystyle \left(A^{-1}\right)^{-1}=A}.
Inversen av en inverterbar matris A multiplicerad med en nollskild skalär k är en produkt av inverserna av både matrisen och skalären
{\displaystyle \left(kA\right)^{-1}=k^{-1}A^{-1}}.
För en inverterbar matris A är transponatet av inversen lika med inversen av transponatet
{\displaystyle (A^{\mathrm {T} })^{-1}=(A^{-1})^{\mathrm {T} }\,}
Produkten av två inverterbara matriser A och B av samma storlek är inverterbar med inversen
{\displaystyle \left(AB\right)^{-1}=B^{-1}A^{-1}}
(Observera att A och B har bytt plats.)

### Icke kvadratiska matriser
Även för vissa icke-kvadratiska matriser, A, kan man antingen finna en matris B sådan att BA = I, eller finna en matris C sådan att AC = I. B' respektive C kallas då vänsterinvers respektive högerinvers. (Om en matris har både en vänsterinvers B och en högerinvers C, så måste B = C och vara invers till A, som av rangskäl därför måste vara kvadratisk.)

## Matriser med vissa egenskaper

### Reellvärda matriser
Matrisen A är:
- Kvadratisk om m = n.
- Diagonal om ai,j = 0 då i och j är skilda.
- Symmetrisk om AT = A.
- Skevsymmetrisk eller antisymmetrisk om AT = -A.
- Toeplitz om ai,j endast beror på skillnaden i − j.
- Triangulär om den är över- eller undertriangulär.
  - Övertriangulär om ai,j = 0 om i > j.
  - Undertriangulär om ai,j = 0 om i < j.
- Ortogonal om ATA = I.
- Idempotent om A2 = A.
- Nilpotent om den är kvadratisk och det finns ett naturligt tal n sådant att An = 0.

### Komplexvärda matriser
Matrisen M är:
- Unitär om MHM = I, där MH anger transponat och komplexkonjugering, kallas Hermiteskt konjugat.
- Hermitesk (uttalas "hermitsk" eller "ermitsk", med tonvikt på i) om MH = M. En hermitesk matris är den komplexa motsvarigheten till en reell symmetrisk matris.